# ゲーリー自邸
ゲーリー自邸（ゲーリーじてい、英語: Gehry Residence）は、建築家フランク・ゲーリーのサンタモニカの自宅。1920年代に建てられたダッチ・コロニアル様式の２階建ての住宅を1979年に増築拡張。チェーンリンクフェンスや波形鉄板など安価な工業用素材を使用し、脱構築主義建築のさきがけとして注目を集めた
。